# Dolmen du Vieil Homme
Der Dolmen du Vieil Homme (deutsch der „Dolmen des alten Mannes“) – auch Dolmen de la Jagantière oder Palet de Roland (deutsch „Rolands Schwert“) liegt bei Villeneuve-Minervois im Norden des Départements Aude in Frankreich. Weitere Dolmen mit dem Beinamen Palet de Roland sind Caixa de Rotllan und der Dolmen des Fados in der Nähe von Pépieux. Dolmen ist in Frankreich der Oberbegriff für Megalithanlagen aller Art (siehe: Französische Nomenklatur).
Es ist ein kleiner Dolmen aus dem 3. Jahrtausend v. Chr. mit einem sehr schmalen Eingang, der während der Jungsteinzeit, 389 Meter über dem Meer, mit Blick auf die Ebenen des Minervois und Narbonne erbaut und 1972 restauriert wurde. Die aus leicht einwärts geneigten Tragplatten gebildete, etwa Nord-Süd-orientierte Kammer misst etwa 3,0 Meter × 2,0 Meter und wird von einem einzigen großen Deckstein bedeckt. Die rechte Seite ist eingezogen und der Zugang liegt koaxial. Reste eines kleinen Cairns umgeben die Kammer. Wie die Ausgrabung zeigte, hatte er einen Durchmesser von 8,5 Meter und war von Randsteinen gefasst.
Es wurden menschliche Knochen und Feuersteinabschläge gefunden.
Etwa 200 Meter westlich befindet sich der Dolmen von Roquo-Traoucado.